# リンドン・アーサー
リンドン・アーサー（Lyndon Arthur、1993年6月13日 - ）は、イギリスのプロボクサー。グレーター・マンチェスター・マンチェスター出身。元IBO世界ライトヘビー級王者。

## 来歴

### プロ時代
2016年9月24日、プロデビュー戦を行い2回15秒KO勝ち。
2019年10月12日、リーズのファースト・ダイレクト・アリーナにてエマニュエル・アミンとコモンウェルスライトヘビー級王座決定戦を行い、12回3-0の判定勝ちを収め王座獲得に成功した。
2020年12月5日、ロンドンのチャーチ・ハウスにてアンソニー・ヤードとWBOインターコンチネンタルライトヘビー級王座決定戦を行い、12回2-1の判定勝ちを収め王座獲得に成功するとともに2度目のコモンウェルス王座防衛に成功した。
2021年12月4日、ロンドンのカッパー・ボックスにてアンソニー・ヤードと再戦し、4回1分27秒KO負けを喫しWBOインターコンチネンタル王座とコモンウェルス王座から陥落した。
2023年9月1日、ボルトンのボルトン・ホワイツ・ホテルにてブライアン・ナフエル・スアレスとIBO世界ライトヘビー級王座決定戦を行い、10回2分55秒KO勝ちを収め王座獲得に成功した。
2023年12月23日、サウジアラビア・リヤドのキングダム・アリーナでWBA世界ライトヘビー級スーパー王者ディミトリー・ビボルに挑戦し、12回0-3の判定負けを喫し王座獲得に失敗するとともにIBO王座から陥落した。
2024年6月21日、アブジャのボルトン・ホワイツ・ホテルにてリアム・キャメロンとWBAインターコンチネンタルライトヘビー級王座決定戦を行い、10回2-1（93-95、97-91、95-93）の判定勝ちを収めたものの、前日計量においてアーサーが体重超過で計量失格となったため王座は空位となった。
2025年4月26日、ロンドンのトッテナム・ホットスパー・スタジアムにてアンソニー・ヤードとラバーマッチならびにWBAインターコンチネンタルライトヘビー級王座決定戦を行うも、12回0-3（112-116×2、113-115）の判定負けを喫し王座獲得に失敗した。

## 戦績
- プロボクシング：27戦 24勝 (16KO) 3敗

| 戦           | 日付           | 勝敗 | 時間     | 内容    | 対戦相手                         | 国籍         | 備考                                                                                                 |
| ------------ | -------------- | ---- | -------- | ------- | -------------------------------- | ------------ | --- |
| 1            | 2016年9月24日  | ☆    | 4R       | 判定    | アンディ・ネイロン               | イギリス     | プロデビュー戦                                                                                       |
| 2            | 2016年11月5日  | ☆    | 1R 2:25  | TKO     | ミッチ・ミッチェル               | イギリス     | |
| 3            | 2016年12月17日 | ☆    | 2R 1:16  | KO      | エルビス・デュべ                 | イギリス     | |
| 4            | 2017年2月24日  | ☆    | 1R 1:18  | TKO     | ツベトザル・イリエフ             | ブルガリア   | |
| 5            | 2017年3月24日  | ☆    | 4R 1:20  | TKO     | トニ・ビリッチ                   | クロアチア   | |
| 6            | 2017年5月27日  | ☆    | 3R 終了  | TKO     | レミギユス・ジアウシス           | リトアニア   | |
| 7            | 2017年6月29日  | ☆    | 2R 2:08  | KO      | イストバン・オルソス             | ハンガリー   | |
| 8            | 2017年9月23日  | ☆    | 1R 1:30  | TKO     | ヨーゼフ・オベスロ               | チェコ       | |
| 9            | 2017年11月4日  | ☆    | 5R 終了  | 失格    | タヤル・メフメト                 | ブルガリア   | |
| 10           | 2018年5月5日   | ☆    | 2R 0:33  | TKO     | ノルベルト・ゼケレス             | ハンガリー   | |
| 11           | 2018年6月9日   | ☆    | 6R       | 判定    | チャールズ・アダム               | ガーナ       | |
| 12           | 2018年9月15日  | ☆    | 1R 2:17  | TKO     | アダム・ウィリアムズ             | イギリス     | |
| 13           | 2018年12月22日 | ☆    | 4R       | TKO     | エマニュエル・フュージュー       | スペイン     | |
| 14           | 2019年3月15日  | ☆    | 1R 終了  | TKO     | ゴンサロ・ロメロ                 | スペイン     | |
| 15           | 2019年6月15日  | ☆    | 1R 2:25  | TKO     | アンジェイ・ソルドラ             | ポーランド   | |
| 16           | 2019年10月12日 | ☆    | 12R      | 判定3-0 | エマニュエル・アミン             | ガーナ       | コモンウェルスライトヘビー級王座決定戦                                                               |
| 17           | 2020年7月31日  | ☆    | 12R      | 判定3-0 | デク・スペルマン                 | イギリス     | コモンウェルス防衛1                                                                                  |
| 18           | 2020年12月5日  | ☆    | 12R      | 判定2-1 | アンソニー・ヤード               | イギリス     | WBOインターコンチネンタルライトヘビー級王座決定戦 コモンウェルス防衛2・WBOインターコンチネンタル獲得 |
| 19           | 2021年7月10日  | ☆    | 9R 2:50  | TKO     | ダビデ・ファラシ                 | イタリア     | コモンウェルス防衛3・WBOインターコンチネンタル防衛1                                                  |
| 20           | 2021年12月4日  | ★    | 4R 1:27  | KO      | アンソニー・ヤード               | イギリス     | コモンウェルス・WBOインターコンチネンタル陥落                                                        |
| 21           | 2022年9月17日  | ☆    | 6R 2:24  | TKO     | ウォルター・ガブリエル・セケイラ | アルゼンチン | |
| 22           | 2022年12月2日  | ☆    | 2R 1:46  | TKO     | ジョエル・マッキンタイア         | イギリス     | |
| 23           | 2023年3月24日  | ☆    | 10R      | 判定3-0 | ボリス・クライトン               | イギリス     | |
| 24           | 2023年9月1日   | ☆    | 10R 2:55 | KO      | ブライアン・ナフエル・スアレス   | アルゼンチン | IBO世界ライトヘビー級王座決定戦                                                                      |
| 25           | 2023年12月23日 | ★    | 12R      | 判定0-3 | ディミトリー・ビボル             | ロシア       | WBA・IBO世界ライトヘビー級王座統一戦 IBO陥落                                                         |
| 26           | 2024年6月21日  | ☆    | 10R      | 判定2-1 | リアム・キャメロン               | イギリス     | WBAインターコンチネンタルライトヘビー級王座決定戦 ※体重超過により王座獲得資格を剥奪                  |
| 27           | 2025年4月26日  | ★    | 12R      | 判定0-3 | アンソニー・ヤード               | イギリス     | WBAインターコンチネンタルライトヘビー級王座決定戦                                                    |
| テンプレート |                |      |          |         |                                  |              | |

## 獲得タイトル
- コモンウェルスライトヘビー級王座
- WBOインターコンチネンタルライトヘビー級王座
- IBO世界ライトヘビー級王座（防衛0）